# Зграда Завичајног музеја у Алексинцу
Зграда Завичајног музеја у Алексинцу је подигнута пре 1833. године и представља непокретно културно добро као споменик културе.  
Као први познати власник куће помиње се 1839. године трговац Анастас Шпартаљ, чија је породица живела је у овој кући до 1934. године. У архитектонском погледу, бондручна конструкција, избачен спрат преко приземља, доксат, широка стреја, дрвене степенице за спрат, дрвене таванице (само у предњој просторији у приземљу), благо положен кров, покривен ћерамидом указује на утицај турске градње кућа.
После техничке интервенције и реконструкције спратног дела зграде, тачније њеног трема и доксата и сређивања дрвених делова (подови, врата, ограде…), чиме је знатно решено питање техничких проблема излагања предмета, градска кућа је успешно стављена у функцију и користи се као изложбени простор сталне поставке музеја.
У старој градској кући у улици Момчила Поповића бр.20, најстаријој кући у граду, смештена је стална поставка завичајног музеја Алексинац. Сам завичајни музеј Алексинац основан је одлуком Скупштине општине Алексинац још давног 24. новембра 1963. године. 